# Starschema
A Starschema egy 2006-ban létrehozott magyar-amerikai informatikai tanácsadó cég.

## Története
A Starschemát Földi Tamás és Csillag Péter alapította 2006-ban Budapesten. Eleinte a cég fő tevékenysége az Oracle alapú adatbázisok fejlesztése volt. 2010-ben már számos nemzetközi nagyvállalat tartozott a Starschema ügyfélkörébe, például a General Electric, Apple Inc. és Johnson & Johnson.
A  PortfoLion befektetési alap ötmillió dolláros befektetését követően 2018 júniusában a cég megnyitotta amerikai székhelyét a Virginia állambeli Arlingtonban. 2020-ban a koronavírus-járvány ellenére folytatódott a cég növekedése.

## Tevékenységei
A Starschema tevékenységeinek nagy része a big data, adatvizualizáció és az adattudomány területére esik. A cég ügyfélköre elsősorban nemzetközi nagyvállalatokat és nemzetközi civil szervezeteket foglal magában, például a Világélelmezési Program 2019 óta a Starschema ügyfele.
A cég nemzetközi partnerei közé tartozik a Snowflake, az Amazon Web Services és a Tableau.

## Díjak
2019-ben a Financial Times az 1000 leggyorsabban növekvő európai vállalat listájára helyezte a Starschemát. 2018-ban a cég az Aon Legjobb Munkahelyek listájára is felkerült. 2016-ban a Magyar Innovációs Nagydíj nyertese.